# Административное деление Российской империи на 1 января 1819 года
Российская империя по состоянию на 1 (13) января 1819 года делилась на губернии, области и уезды
- Польское Царство и Финляндское княжество
- общее число губерний — 50
- общее число областей на правах губернии — 6
- столица — город Санкт-Петербург
- отличия от 1 января 1808 года:
- вновь образованы:

1. Белостокская область (1808 год) из новых земель
2. Бессарабская область (1818 год) из новых земель (Бессарабия включена в Россию в 1812 году)
3. Имеретинская область (1810 год) из новых земель
4. Польское Царство (1815 год) с сохранённым административно-территориальным устройством
5. Тарнопольская область (1809 год) из новых земель
6. Финляндское княжество (Финляндия) (1809 год) с сохранённым административно-территориальным устройством

- упразднены (или вышли из состава):

1. Тарнопольская область (1815 год) — возвращена Австрии
2. Финляндская (бывшая Выборгская) губерния (1811 год) включена в состав Финляндии

- список губерний:

1. Архангельская
2. Астраханская
3. Виленская
4. Витебская
5. Владимирская
6. Вологодская
7. Волынская (центр — Новоград-Волынский)
8. Воронежская
9. Вятская
10. Гродненская
11. Грузинская
12. Екатеринославская
  1. Александровский уезд
  2. Бахмутский уезд
  3. Екатеринославский уезд
  4. Мариупольский уезд
  5. Новомосковский уезд
  6. Павлоградский уезд
  7. Ростовский уезд
  8. Славяносербский уезд
13. Иркутская
14. Кавказская (центр — Георгиевск)
15. Казанская
16. Калужская
17. Киевская
18. Костромская
19. Курляндская (центр — Митава)
20. Курская
21. Лифляндская (центр — Рига)
22. Минская
23. Могилёвская
24. Московская
25. Нижегородская
26. Новгородская
27. Олонецкая
28. Оренбургская
29. Орловская
30. Пензенская
31. Пермская
32. Подольская (центр — Каменец-Подольский)
33. Полтавская
34. Псковская
35. Рязанская
36. Санкт-Петербургская
37. Саратовская
38. Симбирская
39. Слободско-Украинская (центр — Харьков)
40. Смоленская
41. Таврическая
42. Тамбовская
43. Тверская
44. Тобольская
45. Томская
46. Тульская
47. Херсонская
48. Черниговская
49. Эстляндская (центр — Ревель)
50. Ярославская

- список областей:

1. Белостокская область
2. Бессарабская область
3. Донских казаков область
4. Имеретинская область
5. Камчатская область
6. Якутская область